# Historia del chocolate en Venezuela
La historia del chocolate en Venezuela forma parte esencial de la evolución culinaria del país desde la América precolombina, cuando los pueblos indígenas de las cordilleras de Mérida y Trujillo utilizaban el cacao (Theobroma cacao) para preparar una bebida conocida con el nombre de chorote.
El cacao tiene su origen en la cuenca amazónica, donde fue domesticado hace más de 5 000 años. Posteriormente se expandió a través de rutas comerciales hacia la costa pacífica de América del Sur y Mesoamérica, convirtiéndose en un alimento ceremonial y de consumo cotidiano en múltiples culturas prehispánicas.
Durante la época colonial, Venezuela se consolidó como uno de los principales centros de producción de cacao para Europa. El cacao criollo, valorado por su calidad aromática, fue ampliamente cultivado desde el siglo XVII hasta principios del siglo XIX. Sin embargo, su consumo en forma sólida (tabletas) no se generalizó sino hasta mediados del siglo XIX, cuando las innovaciones tecnológicas y la apertura de las primeras fábricas locales permitieron diversificar su uso más allá de las bebidas.

## Época precolombina

### Preparaciones con cacao

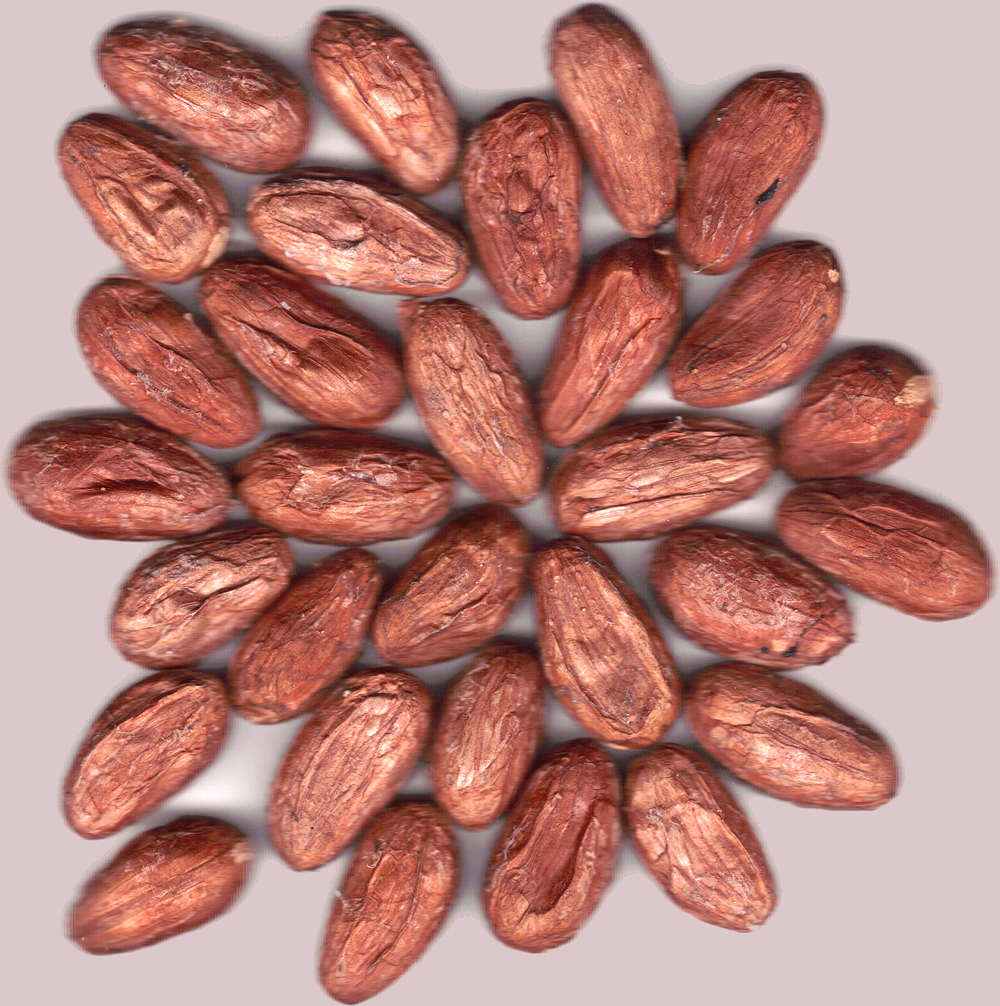
Semillas de cacao sembrado en Santa Apolonia, estado Mérida (Venezuela).

El consumo de cacao como bebida no fue exclusivo de los pueblos mesoamericanos, como los toltecas y aztecas, según se ha sostenido tradicionalmente. En las cordilleras de Mérida y Trujillo, los pueblos indígenas timotocuicas también elaboraban una bebida a base de cacao denominada chorote, cuya preparación persiste hasta la actualidad, especialmente en zonas rurales. En los Andes venezolanos, esta preparación era de uso común como bebida alimenticia, dado que el cacao era un recurso abundante y accesible en las zonas selváticas y montañosas.

Utensilios para preparar chorote.

Las mujeres indígenas, agachadas en sus chozas frente a un fogón compuesto por tres piedras, tuestan las almendras de cacao sobre un budare —un gran disco de barro— y luego las muelen sobre una losa de arenisca colocada sobre una horqueta de madera, generalmente al aire libre. La pasta obtenida se amasa con agua tibia hasta obtener una consistencia espesa. Posteriormente, se calienta en una olla de barro con agua para separar la manteca de cacao. Durante la cocción, se añade más agua utilizando una calabaza montada en una vara. La manteca que sube a la superficie se retira manualmente; cuando deja de aparecer, el proceso se considera completo. La pasta semilíquida resultante se diluye nuevamente con agua tibia y se lleva otra vez al fuego. Para homogeneizar la mezcla y eliminar los últimos restos de grasa, se emplea un molinillo artesanal hecho con una vara de bambú y pequeñas aspas de madera. El chorote final es una bebida espesa, de color oscuro y aroma agradable, que tradicionalmente se sirve en tazas de barro hechas a mano. 
Originalmente, antes de la llegada de los conquistadores españoles, el chorote se consumía sin azúcar, práctica que aún se conserva en el campo bajo el nombre de chorote cerrero, término que también se aplica en Venezuela al café no endulzado. Sin embargo, es común que el agua usada para disolver la pasta se endulce previamente y se le agreguen especias como canela, anís, nuez moscada, ají e incluso queso.

### Rituales y usos ceremoniales del cacao
El cacao tenía usos rituales, especialmente entre los cuicas de la región de Trujillo. Según el relato del fray Pedro Simón, los jeques y hechiceros ofrecían chorote como ofrenda al «diablo», por considerarlo lo mejor que poseían. Asimismo, fray Alonso de Zamora menciona que, en la Gobernación de Mérida, la manteca de cacao era empleada en sahumerios dedicados a los ídolos indígenas.

### Nombres del cacao en lenguas indígenas
Entre los pueblos indígenas de las cordilleras de Mérida, el cacao era conocido como chiré en el dialecto mirrupú, y como spiti en la mucuchí. Por su parte, los indígenas jiraharas, ubicados al sur del lago de Maracaibo, lo denominaban espití, chiré y tiboo.
Según el historiador venezolano Tulio Febres-Cordero, el nombre chorote, dado por los españoles, podría tener su origen en un objeto documentado por el antropólogo colombiano Liborio Zerda. Este investigador halló en una guaca de Antioquia (Colombia) una figura femenina en cuclillas, que sostenía en cada mano una vasija de barro similar a las que los indígenas utilizaban para sus libaciones de chicha, conocidas como chorotes. Los conquistadores habrían adoptado ese nombre para referirse a dichas vasijas, y de allí habría derivado el nombre aplicado a la bebida de cacao preparada por los indígenas andinos venezolanos. Dichas vasijas aún pueden encontrarse en antiguos sepulcros indígenas.

## Época colonial venezolana

### Descubrimiento del cacao por los españoles
La primera mención documental del cacao en la Provincia de Venezuela data de 1579, cuando Rodrigo de Argüelles y Gaspar de Párraga destacaron la posibilidad de exportar el fruto a España. En 1602, se reportaron unas 100 000 plantas de cacao en las selvas cercanas al lago de Maracaibo, territorio entonces habitado por los indígenas cuicas.
El naturalista Alexander von Humboldt durante su viaje por Venezuela, afirmó no haber encontrado «ninguna tribu del Orinoco que prepare una bebida con el grano del cacaotero».

### Usos y preparaciones coloniales
Durante la colonización española, el cacao adquirió nuevos usos y preparaciones en el territorio venezolano:
- Cerrero: una bebida básica de cacao disuelto en agua, sin azúcar ni especias, consumida especialmente en el campo y a toda hora, incluso como sustituto del agua potable.
- Chorote: preparación más elaborada y común en las ciudades, hecha con cacao tostado y molido que se hervía y se desgrasaba. El líquido resultante se endulzaba con azúcar moscabado y se consumía principalmente durante el almuerzo y la cena.
- Chocolate: la versión más sofisticada, preparada con pasta de cacao, azúcar blanca, canela, clavos de olor, vainilla pilada, almizcle y esencia de ámbar. A diferencia del chocolate español e itali, el chocolate caraqueño podía contener maíz tostado, ingrediente autóctono que lo espesaba, generaba más espuma, lo hacía más rendidor y se endulzaba a menudo con miel.[10]

El cacao era consumido por distintos grupos sociales. Los mestizos solían beber chorote con azúcar y canela, y en ocasiones le agregaban anís o pimienta. A comienzos del siglo XIX, el naturalista Alexander von Humboldt observó que el consumo interno de azúcar y papelón en las provincias venezolanas —especialmente destinados a la elaboración de chocolates y confituras— era tan elevado que la exportación de estos productos resultaba prácticamente nula.
Sobre el consumo popular del chorote, el viajero francés Francisco Depons escribió:

Basta decir que no hay negro, libre o esclavo […] que no tenga un poco de cacao hervido en una gran cantidad de agua y un pedazo grande de papelón, o azúcar en bruto, que va comiendo como si fuera pan, mientras saborea su escudilla de chocolate, o, por mejor decir, de tintura de cacao, de la cual bebe a ratos, como solemos hacer con el té cuando está muy caliente. A esta bebida la llaman chorote.
Francisco Depons

## Postcolonial
Hasta el siglo XIX, el cacao en Venezuela se consumía exclusivamente en forma de bebida. No fue sino con la introducción de innovaciones tecnológicas y la instalación de las primeras fábricas de chocolate en el país que se comenzaron a crear las primeras tabletas de chocolate.

### Década de 2000
Aunque Venezuela es un consumidor modesto en comparación con los líderes mundiales, desde la década de 2000 se observa una tendencia creciente en el consumo interno de cacao y sus productos derivados. En particular, los productos artesanales (es decir, aquellos con alta calidad y valor agregado) han cobrado mayor relevancia.